# Sankt Egidien
Sankt Egidien é um município da Alemanha, situado no distrito de Zwickau, no estado da Saxônia. Tem 21,24 km² de área, e sua população em 2019 foi estimada em 3.268 habitantes.